# Materiały inteligentne
Materiały inteligentne – materiały zmieniające swoje własności w kontrolowany sposób w reakcji na bodziec otoczenia. Materiał taki łączy w ramach jednej struktury własności czujnika z własnościami aktywatora.
Materiały tego typu konstruuje się zwykle, wykorzystując zjawiska piezoelektryczne, elektrostrykcyjne lub magnetostrykcyjne, a także zjawiska pamięci kształtu obserwowane w niektórych stopach metali.
Przykłady zastosowań:
- układy zawieszenia pojazdów zmieniające swą charakterystykę zależnie od stanu nawierzchni
- narty dostosowujące swoją sztywność do warunków na stoku
- rakiety tenisowe
- części garderoby (np. buty samoogrzewające się lub zmieniające sztywność podeszwy)
- elementy wyposażenia wnętrz (np. szyby o zmiennej przezroczystości)
- śruby z układem kontroli momentu skręcającego (kosmonautyka)
- samozasilające się układy elektroniczne (np. zabawki, piloty zdalnego sterowania)

Materiały inteligentne można podzielić na siedem głównych grup:

a) zmieniające kolor
- fotochromatyczne
- termochromatyczne
- elektrochromatyczne

b) emitujące światło
- elektroluminescencyjne
- fluorescencyjne
- fotoluminescencyjne
- katodoluminescencyjne
- termoluminescencyjne
- radioluminescencyjne

c) zmieniające kształt lub wielkość
- polimery przewodzące
- elastomery dielektryczne
- magnetostrykcyjne
- piezoelektryczne
- żele polimerowe
- materiały z pamięcią kształtu

d) zmieniające temperaturę
- termoelektryczne

e) ciecze o zmiennej lepkości
- magnetoreologiczne
- elektroreologiczne

f) samogrupujące się

g) samonaprawiające się